# Островени (Валча)
Островени (рум. Ostroveni) насеље је у Румунији у округу Валча у општини Галича. Oпштина се налази на надморској висини од 199 m.

## Становништво
Према подацима из 2002. године у насељу је живело 259 становника, од којих су сви румунске националности.